# Supercopa de España 2011
Supercopa de España 2011 byl 28. ročník tradičního fotbalového duelu o Španělský Superpohár. Zápas se sehrál mezi vítězem Primera División za rok 2011, kterým se stal tým FC Barcelona a vítězem španělského poháru Copa del Rey, kterým se za tentýž rok stal Real Madrid. Souboj byl rozdělen na dva zápasy, přičemž na hřišti obou zástupců se odehrál jeden. První zápas se odehrál 14. srpna na hřišti Realu . Odveta pak byla sehrána 17. srpna na hřišti Barcelony.
Celkovým skóre 5-4 se vítězem dvojduelu stala FC Barcelona, která si zajistila své jubilejní 10. vítězství v této soutěži .

## Statistiky zápasů

### První zápas
| 14. srpna 2011 22:00     |        |                       |                                                                                       |
| Real Madrid              | 2 – 2  | FC Barcelona          | Estadio Santiago Bernabéu, Madrid diváci: 80 000 rozhodčí: Fernando Teixeira Vitienes |
| Özil 13' Xabi Alonso 54' | Report | 36' Villa 45+1' Messi | Estadio Santiago Bernabéu, Madrid diváci: 80 000 rozhodčí: Fernando Teixeira Vitienes |

| Real Madrid | Barcelona |

| Real Madrid:  |    |                   |       |     |
|               |    |                   |       |     |
| GK            | 1  | Iker Casillas (C) |       |     |
| RB            | 4  | Sergio Ramos      |       |     |
| CB            | 3  | Pepe              |       |     |
| CB            | 2  | Ricardo Carvalho  |       |     |
| LB            | 12 | Marcelo           |       |     |
| CM            | 14 | Xabi Alonso       | 78'   |     |
| CM            | 6  | Sami Khedira      | 32'   | 58' |
| RW            | 22 | Ángel di María    |       | 54' |
| LW            | 7  | Cristiano Ronaldo |       |     |
| AM            | 10 | Mesut Özil        |       |     |
| CF            | 9  | Karim Benzema     |       | 81' |
| Náhradníci:   |    |                   |       |     |
| GK            | 13 | Antonio Adán      |       |     |
| DF            | 15 | Fábio Coentrão    | 90+1' | 54' |
| DF            | 17 | Álvaro Arbeloa    |       |     |
| DF            | 19 | Raphael Varane    |       |     |
| MF            | 8  | Kaká              |       |     |
| FW            | 20 | Gonzalo Higuaín   |       | 81' |
| FW            | 21 | José Callejón     |       | 58' |
| Trenér:       |    |                   |       |     |
| José Mourinho |    |                   |       |     |

| Barcelona:      |    |                     |       |     |
|                 |    |                     |       |     |
| GK              | 1  | Víctor Valdés (C)   |       |     |
| RB              | 2  | Daniel Alves        | 90+3' |     |
| CB              | 14 | Javier Mascherano   |       |     |
| CB              | 22 | Éric Abidal         |       |     |
| LB              | 21 | Adriano             |       | 62' |
| DM              | 15 | Seydou Keita        |       |     |
| CM              | 11 | Thiago Alcântara    |       | 58' |
| CM              | 8  | Andrés Iniesta      |       |     |
| RW              | 9  | Alexis Sánchez      | 55'   |     |
| LW              | 7  | David Villa         |       | 73' |
| CF              | 10 | Lionel Messi        |       |     |
| Náhradníci:     |    |                     |       |     |
| GK              | 13 | José Manuel Pinto   |       |     |
| DF              | 3  | Gerard Piqué        |       | 62' |
| DF              | 24 | Andreu Fontàs       |       |     |
| MF              | 6  | Xavi                |       | 58' |
| MF              | 16 | Sergio Busquets     |       |     |
| MF              | 28 | Jonathan dos Santos |       |     |
| FW              | 17 | Pedro               |       | 73' |
| Trenér:         |    |                     |       |     |
| Josep Guardiola |    |                     |       |     |

| Hlavní rozhodčí: Fernando Teixeira Vitienes Asistenti rozhodčího: Victoriano Díaz Casado Manuel Ángel Torre Cimiano Čtvrtý rozhodčí: José Antonio López Toca |

### Odveta
| 17. srpna 2011 23:00       |        |                                   |                                                                       |
| FC Barcelona               | 3 – 2  | Real Madrid                       | Camp Nou, Barcelona diváci: 92 965 rozhodčí: David Fernández Borbalán |
| Iniesta 15' Messi 45', 88' | Report | 20' Cristiano Ronaldo 82' Benzema | Camp Nou, Barcelona diváci: 92 965 rozhodčí: David Fernández Borbalán |

| Barcelona | Real Madrid |

| Barcelona:      |    |                   |       |     |
|                 |    |                   |       |     |
| GK              | 1  | Víctor Valdés     | 90+1' |     |
| RB              | 2  | Daniel Alves      |       |     |
| CB              | 14 | Javier Mascherano | 54'   |     |
| CB              | 3  | Gerard Piqué      |       |     |
| LB              | 22 | Éric Abidal       |       |     |
| DM              | 16 | Sergio Busquets   |       | 84' |
| CM              | 6  | Xavi (C)          | 42'   |     |
| CM              | 8  | Andrés Iniesta    |       |     |
| RW              | 17 | Pedro Rodríguez   |       | 83' |
| LW              | 7  | David Villa       | 90+5' | 74' |
| CF              | 10 | Lionel Messi      |       |     |
| Náhradníci:     |    |                   |       |     |
| GK              | 13 | José Manuel Pinto |       |     |
| DF              | 21 | Adriano           |       | 74' |
| DF              | 24 | Andreu Fontàs     |       |     |
| MF              | 4  | Cesc Fàbregas     |       | 83' |
| MF              | 11 | Thiago Alcântara  |       |     |
| MF              | 15 | Seydou Keita      |       | 84' |
| FW              | 9  | Alexis Sánchez    |       |     |
| Trenér:         |    |                   |       |     |
| Josep Guardiola |    |                   |       |     |

| Real Madrid:  |    |                   |            |     |
|               |    |                   |            |     |
| GK            | 1  | Iker Casillas (C) |            |     |
| RB            | 4  | Sergio Ramos      | 76'        |     |
| CB            | 3  | Pepe              | 62'        |     |
| CB            | 2  | Ricardo Carvalho  |            |     |
| LB            | 15 | Fábio Coentrão    |            |     |
| CM            | 14 | Xabi Alonso       |            |     |
| CM            | 6  | Sami Khedira      | 28'        | 46' |
| RW            | 22 | Ángel di María    |            | 64' |
| LW            | 7  | Cristiano Ronaldo | 54'        |     |
| AM            | 10 | Mesut Özil        | 90+5'      | 78' |
| CF            | 9  | Karim Benzema     |            |     |
| Náhradníci:   |    |                   |            |     |
| GK            | 13 | Antonio Adán      |            |     |
| DF            | 12 | Marcelo           | 54', 90+4' | 46' |
| DF            | 17 | Álvaro Arbeloa    |            |     |
| DF            | 18 | Raúl Albiol       |            |     |
| MF            | 8  | Kaká              |            | 78' |
| FW            | 20 | Gonzalo Higuaín   |            | 64' |
| FW            | 21 | José Callejón     |            |     |
| Trenér:       |    |                   |            |     |
| José Mourinho |    |                   |            |     |

| Hlavní rozhodčí: David Fernández Borbalán Asistenti rozhodčího: Raúl Cabañero Martínez Jorge Canelo Prieto Čtvrtý rozhodčí: Alonso Vizuete Sánchez |

## Vítěz
| Supercopa de España 2011 FC Barcelona (10. vítězství) |